# ایتسهاک ویسوکر
ایتسهاک ویسوکر (به انگلیسی: Itzhak Vissoker) دروازه‌بان اهل اسرائیل است که از سال ۱۹۶۳ تا ۱۹۷۶ میلادی عضو تیم ملی فوتبال اسرائیل بوده و در ۶۹ بازی ملی حضور داشته است.